# Pseudopseustis cymatodes
Pseudopseustis cymatodes är en fjärilsart som beskrevs av Charles Boursin 1954. Pseudopseustis cymatodes ingår i släktet Pseudopseustis och familjen nattflyn. Inga underarter finns listade.